# Карпатське море
Карпатське море або ГЕС "Сопіт"— нереалізований проєкт будівництва водосховища обсягом 200 млн м3 для забезпечення водою Львова і гідроелектростанції потужністю 50 МВт. Повна реалізація проєкту передбачала відселення мешканців довколишніх сіл, зокрема, Довгого, Рибника та Нового Кропивника. Велику кількість людей виселили, надавши їм житло у Бориславі, Стебнику, Львові та Східниці.
Часткове переселення людей відбулось, але будівництво було припинено.
На згадку залишились різні будівлі і об'єкти: будинки для персоналу ГЕС, озеро, залізобетонні конструкції верхнього і нижнього переливу води та інше.

## Історія
У 1979 році радянським керівництвом було затверджено проєкт будівництва величезного водосховища поблизу Сколе на річці Стрий в межах Карпатських гір. Озеро мало стати найвисокогірнішим водосховищем світу. Територію будівництва ретельно охороняли. Будівельні бригади працювали в три зміни, вночі світили велетенські прожектори, їздили вузькоколійні поїзди. Тунелі висотою близько шести метрів та довжиною понад 750 метрів свідчать про великий розмах будівництва, адже Радянський Союз вклав в "Карпатське море" понад 50 мільйонів доларів. Паралельно мали встановлюватися турбіни, які б забезпечили навколишні населені пункти електрикою. А згодом й взагалі, тут збирались влаштувати масштабний оздоровчий курорт, який мав оживити гірську економіку. Однією з причин зупинки будівництва став зсув гори, що пошкодив дамбу наприкінці 1980-х. Потім був невдалий вибух під час розвідувальних робіт і пішли тріщини по всій горі. Через це гора більше не могла виконувати функцію основи, до якої можна було кріпити велетенські споруди. А коли розпався Радянський Союз, проект "моря в Карпатах" повністю заморозили, попри великі інвестиції.

### Перспективи
У 2021 році німецька компанія DR. Hutarew & Partner International отримала дозвіл на будівництво на річці Стрий у селі Довге Східницької об'єднаної територіальної громади гідроелектростанції потужністю 1 МВт. Проект будівництва розроблявся спільно з Інститутом гідробіології, Басейновим управлінням водних ресурсів та Національною академією наук України. Окрім будівництва міні-ГЕС компанія-інвестор запланував углибити річку, збудувати човникову станцію та вкласти кошти в розвиток села. Місцеві активісти висунули ідею організувати на недобудованій греблі вежу для стрибків із парашутом. Втім, через повномасштабне вторгнення Росії в Україну нині ці проекти не розвиваються.